# 녹스존스흙파는쥐
녹스존스흙파는쥐 또는 녹스존스주머니고퍼(Geomys knoxjonesi)는 흙파는쥐과에 속하는 설치류의 일종이다. 미국 텍사스주와 뉴멕시코주에서 발견된다. 학명과 통용명은 왕성한 활동을 한 텍사스공과대학교의 포유동물학자 녹스 존스 주니어 박사(J. Knox Jones, Jr., 1929–1992)의 이름에서 유래했다. 비교적 작은 고퍼로 8cm의 꼬리 길이를 포함하여 전체 몸길이가 약 24cm이고, 몸무게는 160~185g이다. 수컷이 암컷보다 약간 크다. 발톱을 가진 큰 앞발과 작은 눈과 귀 그리고 털이 덮여 있는 볼주머니를 가진 전형적인 흙파는쥐류의 몸매를 갖고 있다. 털은 담황색-갈색이고 배와 발 쪽으로 갈수록 흰 색조를 띠며 희미해진다. 겉모습만으로는 평원흙파는쥐와 구별할 수 없으며, 1989년 유전적 차이를 통해 별도의 종으로 승격되기 전까지는 평원흙파는쥐의 아종으로 간주했다.
녹스존스흙파는쥐는 대략적으로 텍사스 주의 워드 군(Ward County), 마틴군(Martin County) 그리고 코크란 군(Cochran County)과 뉴멕시코주 남동부의 차베스 군(Chaves County)처럼 멀리 떨어진 군들 사이의 텍사스주 중서부 지역에서 발견된다. 분포 지역 내에서 녹스존스흙파는쥐는 평원흙파는쥐가 좋아하는 더 단단한 비옥한 토양보다는 오히려 깊은 모래흙이 있는 지역에서 서식하며, 유카와 해바라기 그리고 여러 가지 풀과 같은 식물의 뿌리와 줄기를 먹는다.
번식기인 10월부터 4월까지 기간을 제외하고는 홀로 생활을 하는 세력권세(勢)의 습성을 가진 동물이다. 임신 기간은 약 23일간 지속되며, 새끼들은 3~4주 이후에 젖을 뗀다.